# Julio Argentino Pascual Roca
Julio Argentino Pascual Roca Funes (Córdoba, 17 de mayo de 1873 - Buenos Aires, 8 de octubre de 1942), popularmente llamado Julio Argentino Roca (h) o Julito, por ser el hijo del general Julio Argentino Roca, fue un abogado y político argentino, miembro del Partido Demócrata de Córdoba, cuatro veces diputado nacional por Córdoba (1904-1908, 1908-1912, 1912-1916 y 1926-1930), senador nacional por Córdoba (1916-1922), gobernador de Córdoba (1922-1925), vicepresidente de Argentina (1932-1938), embajador extraordinario al Reino Unido para retribuir la visita del Príncipe de Gales en 1933, coautor y firmante del Pacto Roca-Runciman, embajador en Brasil (1938-1939) y Ministro de Relaciones Exteriores (1940-1941).

## Familia y primeros años
Julio Argentino Pascual Roca y Funes, tal cual su fe de bautismo, era hijo del general Julio Argentino Roca y de doña Clara Funes, descendiente de una familia tradicional cordobesa. Sobrino nieto del exvicepresidente Marcos Paz, hermano de la madre del general Roca, y sobrino de dos poderosos hacendados: Ataliva y Alejandro Roca.
Egresó como abogado de la Universidad de Buenos Aires y se doctoró en jurisprudencia en 1894 mediante la tesis "Posesión hereditaria". Se casó con María Esther Salomé Llavallol Elía el 18 de diciembre de 1897 en San Isidro (Buenos Aires). El matrimonio no tuvo descendencia.
Simultáneamente ejerció la docencia, desempeñándose como profesor de Derecho Internacional público en la Escuela de Guerra, Profesor de Historia de América en el Instituto de Libre Enseñanza y profesor Suplente de Introducción al Derecho en la Universidad de Buenos Aires.
En cuanto a su patrimonio personal, sus principales ingresos de vida provenían de la ganadería y la administración de hacienda en San Andrés de Giles, extendiéndose hacia la década del '20 a Río Cuarto. Participó en la feria de exposición de la Sociedad Rural Ganadera del Norte en 1905.

## Primer período como diputado: la revolución radical de 1905
Julio Argentino Pascual Roca se desempeñó políticamente dentro del conservadurismo de la Provincia de Córdoba, primero en el Partido Autonomista Nacional fundado por su padre Julio Argentino Roca -quien había sido dos veces Presidente de la Nación Argentina- luego en el Partido Constitucional del gobernador Félix T. Garzón y más tarde en el Partido Demócrata de Córdoba.
Con la vigencia de la Ley 4.161, el territorio electoral de la provincia de Córdoba se dividió en un número de circunscripciones igual al número de Diputados que elegía. De esa manera, el autonomismo local, al designar sus representantes de distrito, postuló a Julito Roca en los comicios del 13 de marzo de 1904, quién resultó elegido diputado nacional a la edad de treinta años.
Al estallar la revolución radical de 1905, el diputado Roca se encontraba de vacaciones en Córdoba junto a su familia. Los sublevados lo apresaron junto al vicepresidente de la República José Figueroa Alcorta y al gobernador José Vicente de Olmos. Los rebeldes cordobeses quedaron solos en la gesta revolucionaria, debiendo rendirse ante el general Lorenzo Wintter. Los prisioneros fueron liberados.

## Segundo período como diputado: el fin del roquismo
La muerte del presidente conservador Manuel Quintana llevó a José Figueroa Alcorta en la Casa Rosada, y la nueva política presidencial ahora estuvo orientada a eliminar toda influencia del general Julio A. Roca en la política argentina. El enfrentamiento entre el roquismo y el oficialismo nacional se manifestó principalmente en el Congreso de la Nación Argentina; donde, no solo se bloqueó la Ley de Presupuesto para el año 1908, sino que además se promovió su juicio político. Figueroa Alcorta, en acuerdo de ministros, retiró las iniciativas gubernamentales sometidas a consideración del congreso en sesiones extraordinarias, y firmó un decreto de reconducción del presupuesto de 1907, clausurando el edificio del Congreso por medio del Departamento de Bomberos e impidiendo la reunión de los legisladores en todo el territorio nacional.
En tanto los principales medios de prensa escrita denunciaban el "golpe del estado" del "cordobesito juarista", el presidente se preparaba para imponer a sus adherentes en los comicios del 8 de marzo de 1908, para la renovación de la Cámara de Diputados de la Nación Argentina. Los gobernadores del interior recibieron instrucciones precisas del ministro del Interior Marco Avellaneda (hijo), que había indicado que el presidente era, ahora, "la sola autoridad con todos los prestigios que daba el cargo al primer magistrado". Todos acataron votar la lista oficialista, salvo, el leal gobernador de Córdoba José Antonio Ortiz y Herrera. Este sostuvo una lista roquista, que posibilitaba la reelección de Julito, debiendo renunciar el 3 de septiembre de 1909, antes de la llegada de un interventor federal a Córdoba.

## Tercer período como diputado
El año del Centenario argentino marcó un nuevo rumbo institucional en la historia de la República Argentina. El nuevo presidente conservador Roque Sáenz Peña estaba decidido a encarar una reforma electoral que pusiera las cosas públicas en orden, estimulando la participación cívica de los nuevos sectores sociales en el sistema del poder y dando por tierra el modelo de conducción política del general Julio Argentino Roca vigente desde 1880.
Así las cosas, el 27 de julio de 1911, se promulgó la Ley 8.130 que derogaba toda la legislación anterior sobre formación del registro electoral. La nueva legislación dispuso la confección de un nuevo padrón electoral permanente, sobre la base de los padrones del enrolamiento militar; sustituyendo el sistema de inscripciones con el objeto de transparentarlo evitando una situación propicia para el fraude. Este fue el primer paso hacia una nueva ley de elecciones.
En la provincia de Córdoba, el gobernador Félix T. Garzón expresó en su discurso de inauguración que sería de su especial "interés la educación política del pueblo" y que buscaría "el ejercicio de los derechos populares acostumbrando a ese pueblo, al respeto y cumplimiento de las leyes". Por su parte, el presidente de la República le aconsejaba al gobernador Garzón, mediante una carta del 30 de enero de 1911, encarar decididamente un proceso de reforma provincial: "Temer la legalidad del voto es mostrarse amedrentado por la democracia haciendo incurrir a la actual generación en una cobardía cívica...".
Sin embargo, para darle mayor solidez al sistema utilizado en la provincia de Córdoba, se optó por una reforma constitucional y el respectivo proyecto se sancionó el 13 de febrero de 1912. No obstante, en la elección de Diputados Nacionales del 7 de abril de 1912 se impuso la lista del oficialista Partido Constitucional, dejando en minoría a la Unión Cívica Radical. El legislador radical electo por la minoría, Pedro Carvia Molina, renunció en disconformidad con el trámite electoral, la depuración de los padrones y la conformación de las mesas comiciales. En la elección complementaria del 1 de septiembre, nuevamente se impuso el candidato oficialista: Julio Argentino Pascual Roca. Otra vez, el hijo del "zorro" consiguió sobrevivir por la necesidad de construir una fuerza política que aglutinara a todos los sectores conservadores de la provincia de Córdoba. 
En la Asamblea Constituyente cordobesa, sus sesiones se extendieron desde el 5 de julio hasta el 5 de septiembre de 1912. La reforma introdujo los principios establecidos por la Ley Sáenz Peña en el orden nacional: voto universal, masculino, adulto, secreto y obligatorio. Además, sancionó la elección por lista incompleta y por distritos para diputados y senadores provinciales. En cambio, mantuvo la lista completa -o “voto íntegro”- para los electores de gobernador y vicegobernador que se elegirían por departamento en cantidad igual al doble de los legisladores provinciales.

## El conservadurismo cordobés
El radicalismo estaba en franco ascenso político y las fuerzas conservadoras de la provincia de Córdoba desorganizadas o en desaparición. En la necesidad política de retener la gobernación y el temor de una marea radical cubriendo el país entero, impuso un reagrupamiento de los elementos conservadores e independientes bajo un programa de acción política con el fin de continuar controlando el gobierno provincial cordobés, aunque por debajo de esa fusión coyuntural, los grupos siguieran funcionando con sus propias estructuras organizativas y órganos de decisión. Entre las figuras políticas que acompañaron la idea frentista estaban: Ramón J. Cárcano, Rafael Núñez, Angel F. Ávalos, Félix Garzón Maceda, Julio Rodríguez de la Torre, Jesús Maidana y el propio Julito Roca entre otros caudillos locales.
En ese sentido, se nuclearon los conservadores modernistas de Cárcano, los poderosos varones del viejo Partido Autonomista Nacional, el Partido Constitucional, el Partido Independiente, el Partido Departamental de Río IV, la Unión Independiente de Tercero Abajo, el Partido Departamental de Villa Dolores, además de otros grupos liderados por caudillos locales (los Pucheta de Río Primero, los Cornejo de San Justo, los Roldán de Unión, los Altamira de Villa María) y grupos independientes como el comité Universitario. Todos ellos se coaligaron bajo el mismo rótulo de la coalición pellegrinista de 1906: "Concentración Popular". En ellos, estaba reunido el control del aparato estatal y la acción de los caudillos políticos del interior, elementos decisivos para cumplir con el objetivo de ganar la gobernación en 1912.
Roca apoyó la candidatura de Ramón J. Cárcano a la gobernación, quien se impuso a los radicales en la elección de aquel año, y posteriormente se sumó a la nueva creación de este: el Partido Demócrata de Córdoba, en el cual fue designado Secretario General.
En 1914 fue uno de los fundadores del Partido Demócrata Progresista.

## Senador
Al término de su tercer mandato como diputado nacional, la Asamblea Legislativa de Córdoba designó a Julio Argentino Pascual Roca como senador de la Nación por el período 1916 - 1925.

## Gobernador sin oposición
En 1919 los demócratas cordobeses, que buscaban seguir en el poder contando con mayoría legislativa, sancionaron la Ley 2.825 que fijó un nuevo mecanismo de representación territorial en la asignación de bancas para la Cámara de Diputados de Córdoba.
La ley 2.825 estableció como base de representación un diputado por cada 21.000 habitantes o fracción que no bajara de 10 000 (en 1921 fue reducida a 9.000) y dividió la provincia en seis distritos electorales, pero con la particularidad de que esos distritos eran  interdepartamentales; en contraposición a lo que establecía la Constitución de 1912 que, en el art. 1, inc. C de las Disposiciones Transitorias de la Reforma, prescribía elección distrital sobre la base de agrupar departamentos afines en "diez distritos".
Todo eso fue considerado por el radicalismo como una maniobra de fraude electoral, ya que el acto legislativo sancionado ocultaba una estrategia de manipulación de la geografía electoral cuyo objetivo era quebrar el caudal de votos del radicalismo en los partidos del este y sudeste pampeano, donde la U.C.R. reclutaba buena parte de sus apoyos.
Así las cosas, el 5 de febrero de 1921, por decisión (ratificada el 11 de noviembre), la Convención del partido proclamó la abstención electoral. Esta política consistía en la negación de legitimidad de cualquier autoridad o acto de autoridad derivado de procesos comiciales no ajustados a derecho mediante la omisión de presentar lista de candidatos en el ámbito provincial. Y comprendió los comicios legislativos provinciales de marzo de 1921, gubernativos de noviembre del mismo año, de diputados nacionales de marzo de 1924 y legislativos provinciales del mismo año. 
Los demócratas siguieron adelante con el proyecto y consagraron a su candidato a la Gobernación, Julio Argentino Pascual Roca, quien se impuso en la elección general del 21 de noviembre de ese año en la que solo votaron 29.083 electores de los 165.327 inscritos, el nivel más bajo de participación electoral desde la sanción de la Ley Sáenz Peña.
La posición del radicalismo cordobés, "abstención o intervención", disgustó al presidente radical Hipólito Yrigoyen que rechazó ambas opciones. Pero la inflexibilidad del Comité Central se impuso ante la fuerza de los hechos políticos. El 17 de mayo de 1922, en su cumpleaños número cuarenta y nueve, asumió como gobernador de la provincia de Córdoba, Julio Argentino Pascual Roca, una gestión sin legitimidad y con divisiones en el seno del propio Partido Demócrata de Córdoba entre "nuñistas", católicos partidarios del exgobernador Rafael Nuñez, y "rothistas", liberales partidarios del ministro Guillermo Rothe. Como resultado, el 15 de marzo de 1923 la Cámara de Diputados de la Nación Argentina aprobó un proyecto de intervención federal a Córdoba, enviado por el Poder Ejecutivo Nacional, pero el trámite fue demorado.
Los antagonismos en el partido motivaron la renuncia del gobernador Roca y de su gabinete el 20 de febrero de 1924, buscando el respaldo de la Asamblea Legislativa que rechazó la dimisión del mandatario. El 1 de julio de 1924, la Cámara de Senadores de la Nación Argentina, con mayoría conservadora, rechazó el proyecto de intervención federal de la provincia.
No obstante, si bien las relaciones entre los radicales de Córdoba y el poder central no fueron las mejores, el éxito de la posición abstencionista radicaba en la creciente unidad y disciplina partidaria mostrada. Hecho que no alcanzó para recuperar el poder en 1925, cuando el demócrata Ramón J. Cárcano se impuso por estrecho margen al radical personalista Benito Soria.

## Líder demócrata y diputado por cuarta vez
Ramón J. Cárcano llegó a su segunda gobernación en 1925. El radicalismo había vuelto a la arena electoral luego de la sanción de la nueva ley electoral de 1925 establecía elección directa para diputados, senadores y gobernador y vice, con lo que se eliminaba al colegio electoral. Todas las elecciones se realizarían simultáneamente cada cuatro años.[cita requerida] Los nuevos distritos electorales se circunscribían a cada departamento, de manera que en ese aspecto no variaba la situación para las elecciones del poder ejecutivo pero sí –y significativamente- del poder legislativo. Además, las listas de legisladores debían ser votadas en su totalidad y se eliminaban las borratinas. Esta falta de libertad para armar la propia lista llevó a que ciertos sectores la denominaran “ley candado”.
Tres años después, la situación interna del radicalismo había cambiado fuertemente. Las fracciones radicales parecían haber comprendido la necesidad de fusionarse para obtener el triunfo a nivel provincial y para asegurar la elección presidencial de Yrigoyen en el mismo año. Se eligieron por eso candidatos que mantuvieran la fusión del partido. Por otra parte, los demócratas enfrentaban un proceso de escisión que, si bien registró su mayor agudización hacia mediados de la década, continuaba manifestándose entre las alas liberal y conservadora del partido. 
En enero de 1926, el nombre de Julio Roca empezaba a sonar como garantía de unidad entre la dirigencia demócrata de Córdoba. Por ende, fue elegido presidente de la Convención Demócrata, a propuesta de Pablo Rueda, y cabeza de lista de diputados nacionales, que ganó las elecciones del 14 de marzo de 1926.

## Nueva candidatura a gobernador y derrota de 1928
Envalentonado por su cuarta victoiria como diputado nacional, Julio Argentino Pascual Roca se transformó en el candidato natural a la gobernación para definir el sucesor de Ramón J. Cárcano. Aunque las preferencias de este y de Guillermo Rothe se inclinaban por el diputado nacional José Heriberto Martínez, la Convención Demócrata eligió a Roca y al controvertido dirigente de Tercero Arriba, Mariano P. Ceballos, como candidato a la vicegobernación.
Luego de fuertes discusiones, los radicales sostuvieron la fórmula de Enrique Martínez y José Antonio Ceballos, que en los comicios del 11 de marzo de 1928 se impuso por 93.140 votos a 75.523 del binomio demócrata.
El resultado arrastró a la conducción partidaria. Roca presentó su renuncia a la presidencia del partido y a su banca en la Cámara de Diputados de la Nación Argentina. 
Emprendió un viaje a Europa aduciendo razones de salud.

## El golpe de Estado de 1930 y su no participación en el gobierno de facto
La crisis financiera internacional de octubre de 1929, que dio inicio a la Gran Depresión, tuvo serios efectos en la República Argentina cuyo financiamiento rentístico provenía principalmente de las actividades de comercio internacional. La disminución de los precios agrícolas, la desocupación, la expulsión de mano de obra de las zonas rurales a las grandes urbes y el surgimiento de las villas miseria se transformó en descontento popular hacia la segunda presidencia del radical Hipólito Yrigoyen.
Las medidas gubernamentales frente a la crisis parecían insuficientes y en la elección legislativa del 2 de marzo de 1930, las fuerzas de la oposición obtuvieron más votos que el oficialismo triunfando en importantes distritos electorales como Córdoba. Conforme avanzaban los meses, se sucedieron los rumores de un golpe institucional en contra del gobierno. Mientras los efectos de la crisis se agravan, un grupo de militares y civiles decidió derrocar al presidente Yrigoyen. Ante la promesa del general José F. Uriburu, de mantener el orden institucional, numerosos dirigentes políticos dieron su acuerdo al golpe de Estado, que se produjo en la madrugada del 6 de septiembre, instaurando por primera vez desde la firma de la Constitución de la Nación Argentina un gobierno de facto, encabezado por un militar. 
En tanto, algunos dirigentes del Partido Demócrata de Córdoba encabezados por Guillermo Rothe se sumaron al gobierno de facto; el exgobernador de Córdoba no se incorporó a su dirección ni, en una primera instancia, al grupo gobernante que encabezó el general Uriburu con un gabinete compuesto, en buena parte, por admiradores del régimen fascista de Benito Mussolini en Italia.
Cuando el fracaso de Uriburu en implementar en la provincia de Buenos Aires el modelo corporativo con el que deseaba reemplazar al sistema republicano le costó a este la carrera política de su ministro de Interior, Matías Sánchez Sorondo, ya no pudo concertar el apoyo de los partidos políticos, que se dividieron rápidamente tras la desaparición de Yrigoyen, foco de su común antipatía.

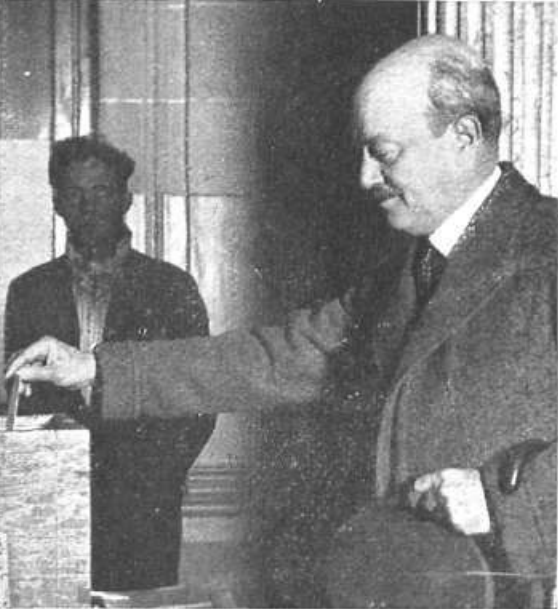
Julio Roca (hijo) votando en las elecciones presidenciales de 1931

## Las elecciones presidenciales de 1931
La mayoría de la oficialidad del Ejército Argentino, encolumnada detrás de la figura del exministro de guerra radical Agustín P. Justo, presionó al presidente de facto José Félix Uriburu para que llamara a elecciones. Frente a esa decisión, el ala liberal del antiguo conservadurismo argentino se reunió en una convención nacional para dar origen al Partido Demócrata Nacional, siguiendo el modelo organizativo de los demócratas cordobeses liderados por Julio Argentino Pascual Roca. 
Con el apoyo de lo que luego será la Concordancia, el nuevo Partido Demócrata Nacional oficializó la fórmula Agustín P. Justo - Julio Argentino Roca (Hijo); en tanto que una coalición de la Unión Cívica Radical Antipersonalista y el Partido Socialista Independiente sostuvo el binomio Agustín P. Justo - José Nicolás Matienzo. El nombre de Justo era sostenido por el ejército, en tanto el segundo lugar de la fórmula por los políticos. Se presentaron a las elecciones del 8 de noviembre de 1931; proscripto el yrigoyenismo, que había tomado el camino de la "abstención revolucionaria", triunfó con holgura en ellas contra la fórmula de Lisandro de la Torre y Nicolás Repetto, aunque las sospechas de fraude en Buenos Aires y el interior fueron notorias.

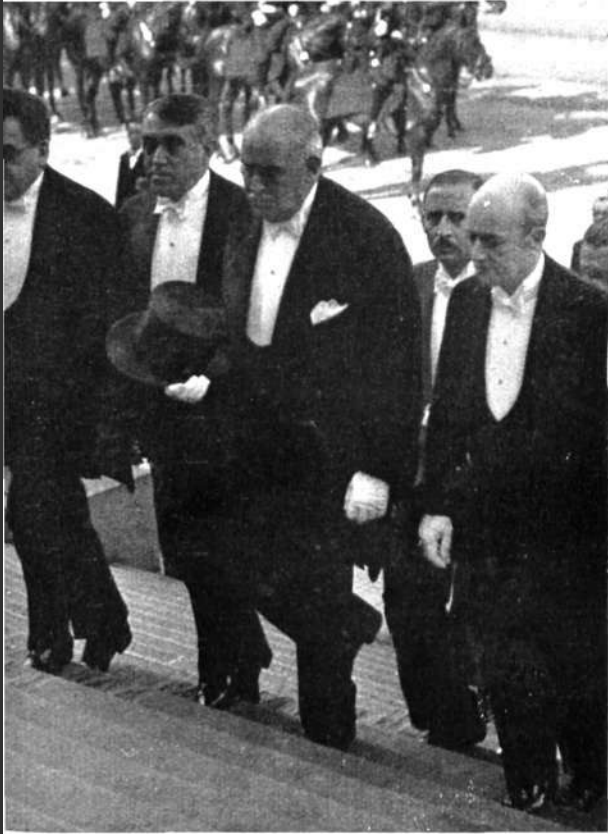
El general Justo (presidente) y el doctor Roca (vice), suben la escalinata del congreso con los miembros de la comisión de recepción del senado. Revista Caras y Caretas.

## Vicepresidente de la República
El 20 de febrero de 1932 Julio Argentino Pascual Roca asumió como vicepresidente de Argentina, en tanto que Agustín P. Justo lo hizo como Presidente de la República Argentina. Numerosos dirigentes demócratas cordobeses ocuparon puestos de relevancia en el orden nacional.

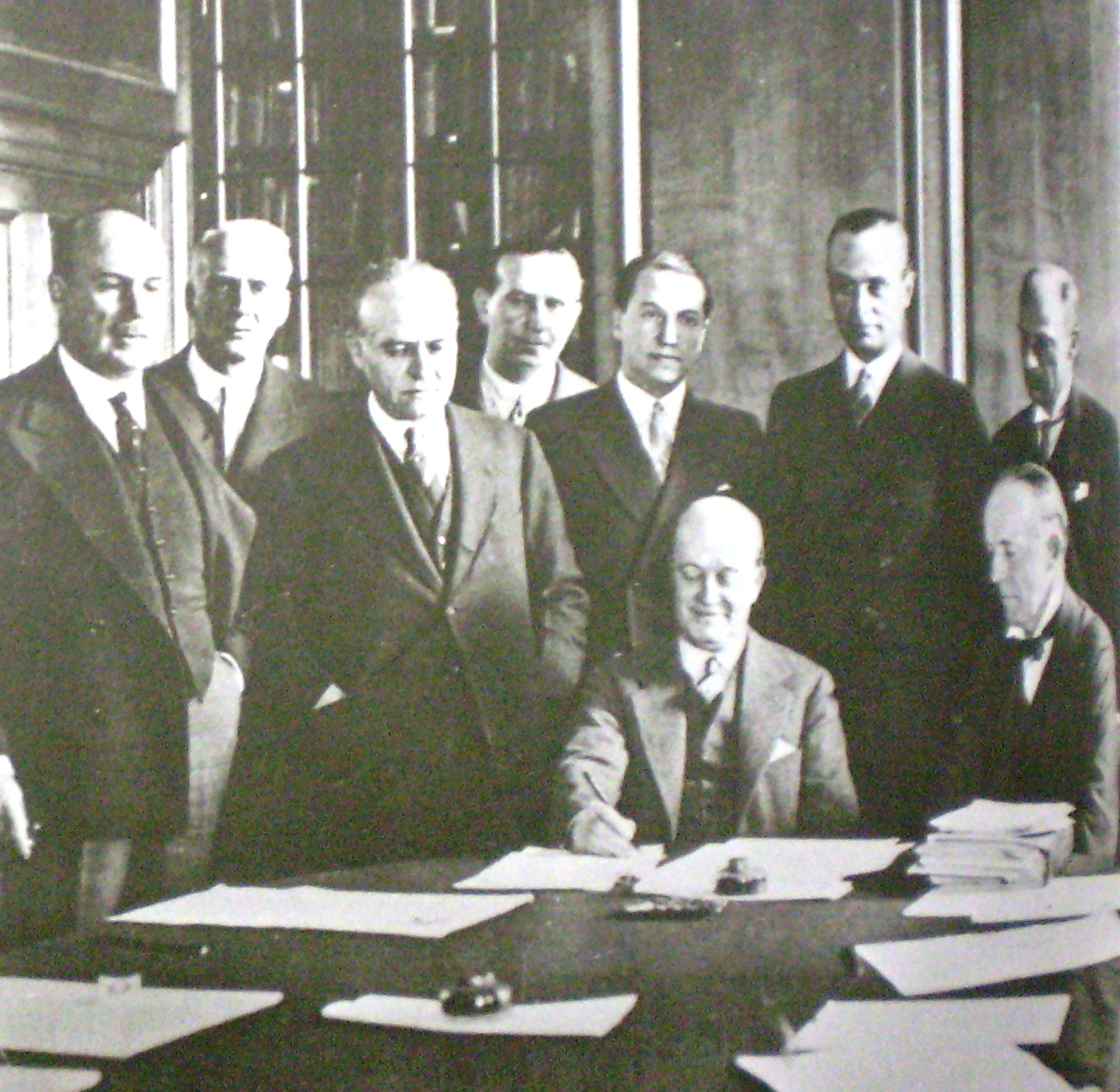
Roca revisando el borrador del tratado en compañía de Walter Runciman, en la sala de conferencias del Ministerio de Comercio, 27 de abril de 1935.

Con la finalidad de terminar de salir de la crisis mundial provocada por la Gran Depresión y a fin reactivar las exportaciones ganaderas de Argentina hacia Gran Bretaña, fue coautor, junto con Walter Runciman, futuro vizconde Runciman, del Pacto Roca-Runciman y firmante del mismo en Londres, en febrero de 1933.
En esa oportunidad realizó la siguiente declaración que se volvió famosa

La geografía política no siempre logra en nuestros tiempos imponer sus límites territoriales a la actividad de la economía de las naciones. Así ha podido decir un publicista de celosa personalidad que la Argentina, por su interdependencia recíproca es, desde el punto de vista económico, una parte integrante del Imperio Británico.

La frase fue realizada el 10 de febrero de 1933, con motivo de los acuerdos entre Argentina y Gran Bretaña, en el agasajo que la delegación argentina le ofreció al Príncipe de Gales, en el Club Argentino de Londres, en Dorchester House. 
Formó parte de una serie de declaraciones similares y tradicionalmente ha sido considerada por la historiografía nacionalista argentina como una frase humillante para la Argentina, símbolo de lo que este sector denominó "Estatuto Legal del Coloniaje".
Sin embargo, la frase así citada omite las palabras

…, y solo se trata de una opinión ajena,…

con lo que puede entenderse que su objetivo solo era resaltar la importancia de la relación entre ambos países y no expresar una subordinación de la Argentina a Gran Bretaña.

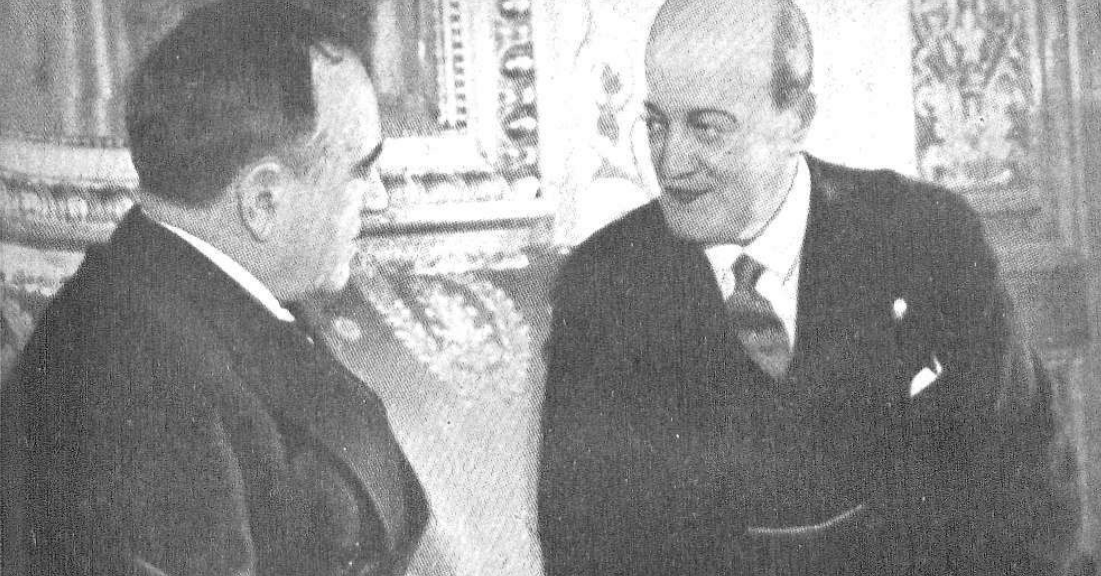
Julio Roca (hijo), vicepresidente argentino, con el por entonces presidente de Brasil, Getulio Vargas, durante entrevista en el palacio Itamaraty. Septiembre de 1937.

Asimismo, frente a las nuevas estrategias económicas internacionales de Gran Bretaña, que abroqueló su comercio exterior priorizando al Imperio británico, Roca logró introducir un nicho en ese nuevo orden internacional económico y colocar la producción del comercio exterior argentino.  
El pacto tuvo implicancias políticas de gran escala que más tarde desencadenaron un conflicto, suscitado por la denuncia del diputado Lisandro de la Torre. Duró solamente 3 años al caducar en 1936 y suscribirse el Pacto Eden-Malbràn.

## Embajador y ministro de Relaciones Exteriores
El 20 de febrero de 1938 Julio Argentino Pascual Roca finalizó su período como Vicepresidente de la República y el presidente Roberto M. Ortiz lo designó embajador en Brasil.
El 2 de septiembre de 1940 el presidente en ejercicio Ramón Castillo lo designó ministro de Relaciones Exteriores y Culto. Renunció el 26 de enero de 1941 en desacuerdo con la política de Castillo de continuar con el fraude patriótico.

## Fallecimiento
Al retirarse de la vida pública, se radicó en su estancia "La Larga", ubicada en al oeste del Partido de Daireaux a una distancia de 17,95 kilómetros en línea recta desde la Plaza San Martín de Daireaux y sobre las vías del Ferrocarril del Sud; establecimiento recibido en herencia a la muerte de su padre.
Falleció en Buenos Aires, el 8 de octubre de 1942.